# Niva Bukovky u Živanic
Vodní tok Bukovka u obce Živanice v okrese Pardubice byl v 80. letech 20. století regulován - jeho koryto bylo v délce cca 1 km napřímeno a opevněno betonovými deskami na dně a svazích koryta.
V letech 2012 - 2014 byla z iniciativy obce Živanice provedena revitalizace vodního toku Bukovky v tomto úseku spočívající v rozvolnění vodního toku, vybudování sedmi tůní, z toho tří průtočných a mokřadu. V rámci této revitalizační akce došlo ke zvelebení značně zanedbaného koutu obce. Celkové náklady na tuto revitalizační akci činily cca 9,1 mil Kč. 

## Galerie

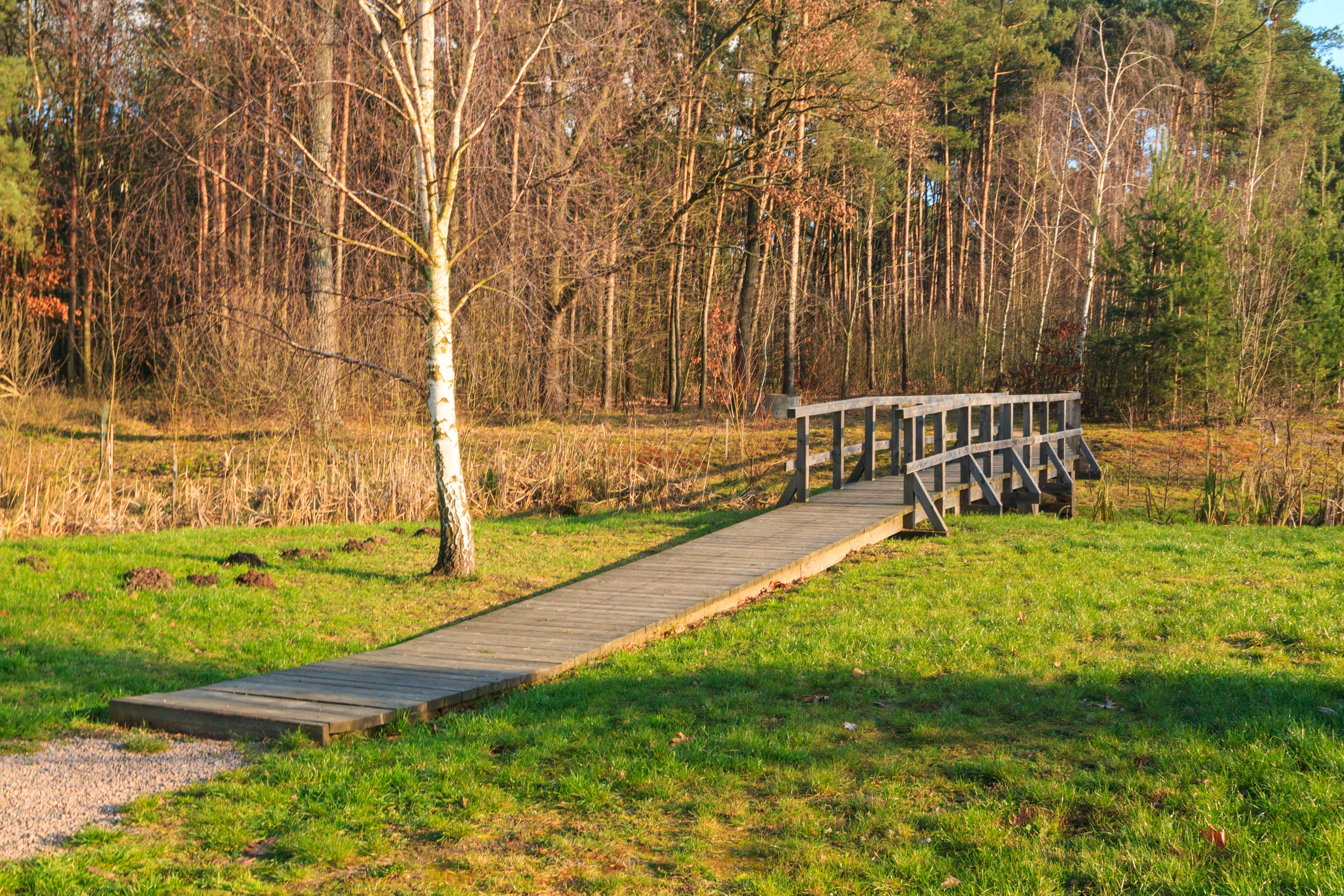
Říční niva Bukovky u Živanic
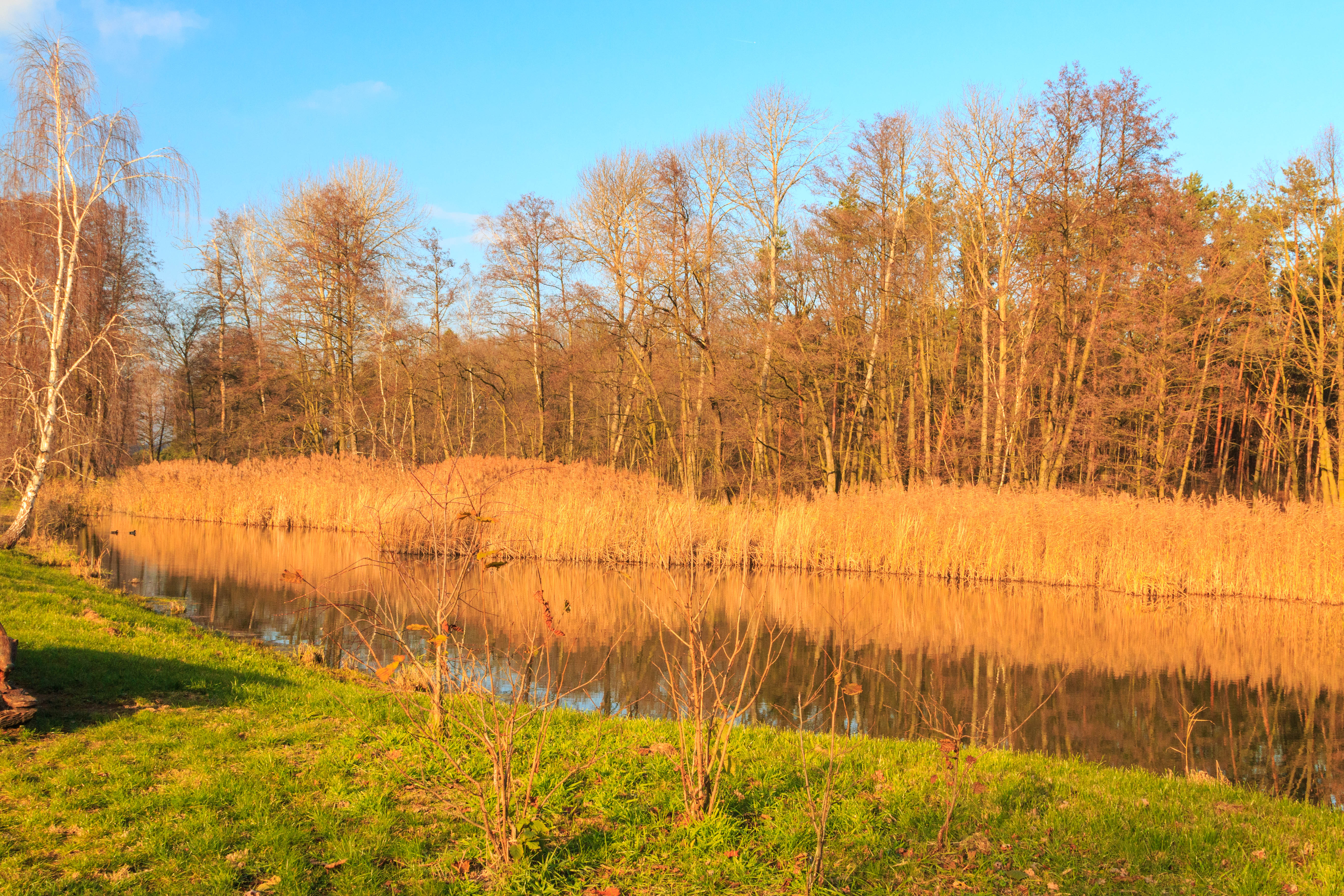
Říční niva Bukovky u Živanic
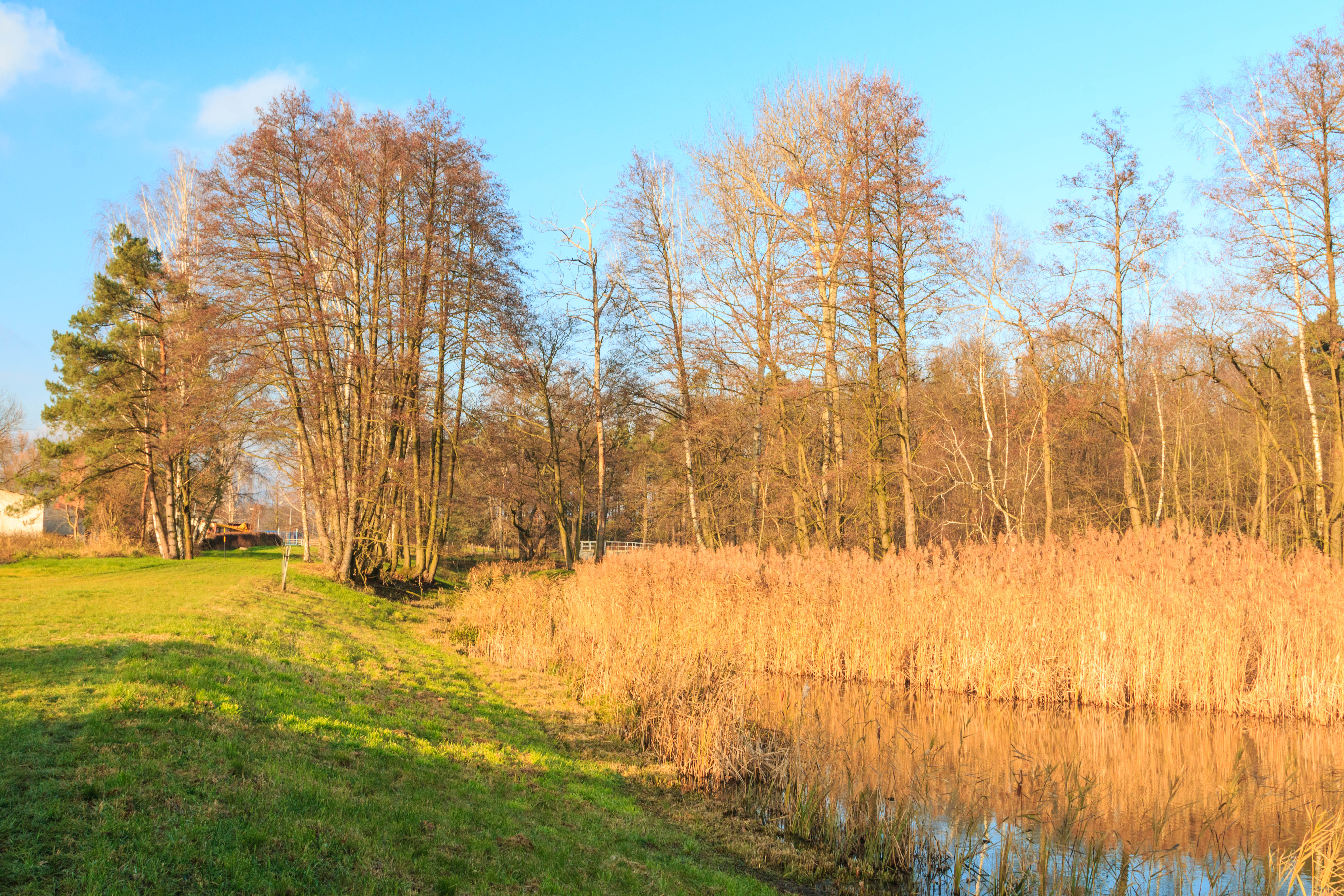
Říční niva Bukovky u Živanic
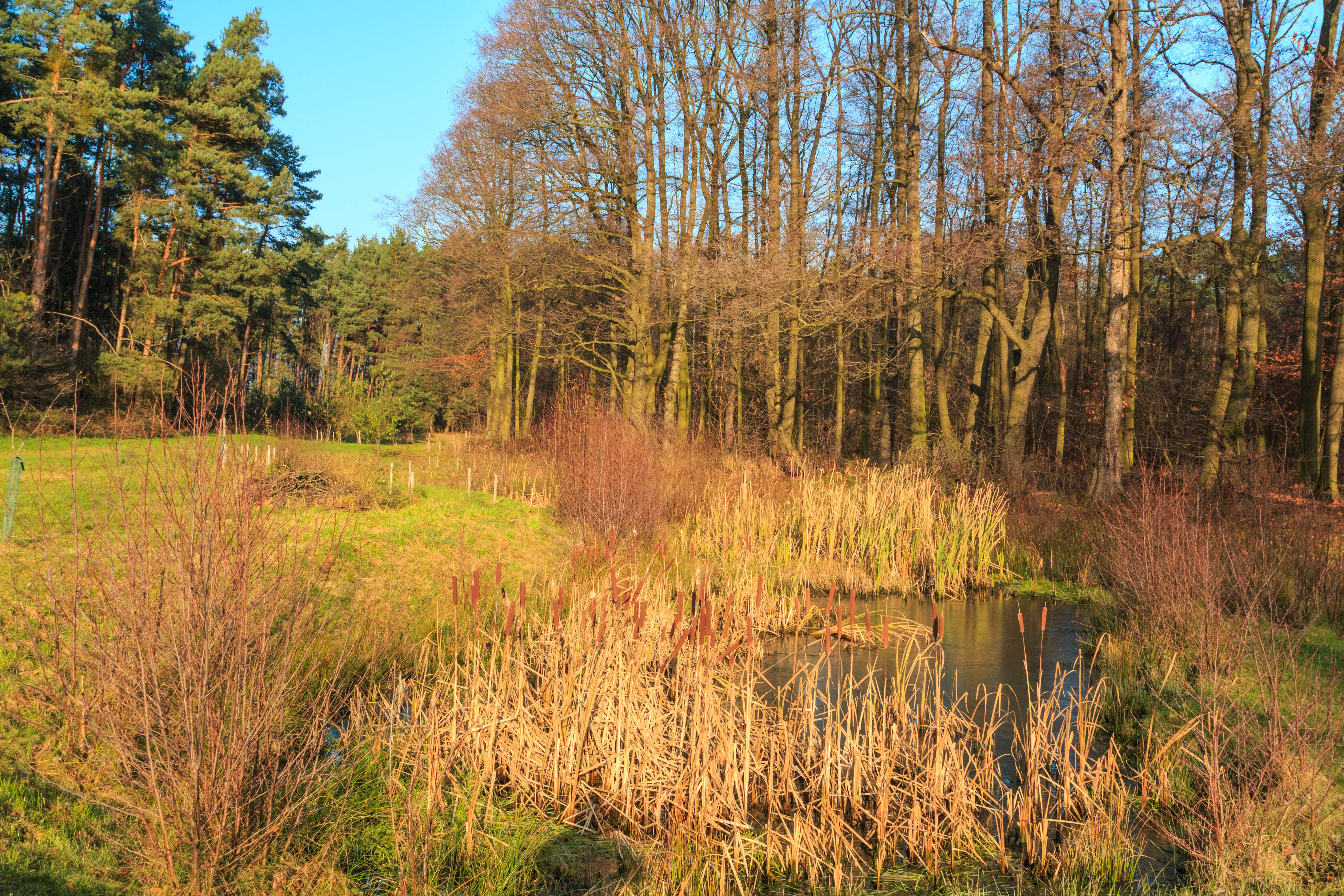
Říční niva Bukovky u Živanic